# 고산천 (울산광역시)
고산천(高山川)은 울산광역시 울주군 온양읍의 송장골에서 발원하여 남류하고, 동해고속도로 부근에서 동류하다가 회야강의 지류인 남창천으로 흘러드는 강이다. 2008년 8월 13일 ~ 8월 15일까지 시간당 최대 69mm에 달하는 집중호우로 온양읍의 고산천 둑이 붕괴되는 바람에 하천이 범람, 남창중학교 인조잔디 운동장(6천700여m2)이 모두 파손되었다가 복구되었다.